# Jonas Toró
Pour les articles homonymes, voir Pablo.
Jonas Gabriel Da Silva Nunes dit Jonas Toró est un footballeur brésilien né le 30 mai 1999 à Belém de São Francisco. Il évolue au poste d'ailier au Ponte Preta.

## Biographie
Passé par l'Esporte Clube Primavera (en), il signe son premier contrat professionnel avec le São Paulo FC le 15 août 2018.

### Carrière

#### En club
Jonas Toró réalise ses débuts en Serie A avec São Paulo le 27 avril 2019, contre Botafogo. Une semaine plus tard, il inscrit son premier but dans ce championnat, sur la pelouse du Goiás EC.
La saison suivante, il fait ses débuts en Copa Libertadores, contre le Deportivo Binacional, avec à la clé une défaite 2-1 le 6 mars 2020.

#### En sélection nationale
Avec l'équipe des moins de 20 ans il participe au championnat sud-américain en 2019. Lors de cette compétition organisée au Chili, il joue huit matchs.